# ألان أرودا
ألان أرودا (12 سبتمبر 1981 ببتروبوليس في البرازيل - ) هو لاعب كرة قدم برازيلي في مركز الوسط. لعب مع نادي فيرينتسفاروشي ونادي نوم كاليو وF.C. Britannia XI ‏ وسيرانو فوتبول ‏ وAtlantis FC ‏.

## وصلات خارجية
- ألان أرودا على موقع اتحاد إستونيا (الإنجليزية)
- ألان أرودا على موقع قاعدة بيانات كرة القدم.إي يو (الإنجليزية)
- ألان أرودا على موقع Soccerway.com (الإنجليزية)